# Flughafen Surat Thani

i7
i11
i13
Der Flughafen Surat Thani (thailändisch ท่าอากาศยานสุราษฎร์ธานี; IATA-Code: URT, ICAO-Code: VTSB) ist ein nationaler Flughafen im Landkreis Phunphin der Provinz Surat Thani in der Südregion von Thailand.

## Allgemeines
Der Flughafen, der sich 21 km westlich von Surat Thani befindet, ist auch Standort des 7. Luftwaffengeschwaders.
Er verfügt über eine asphaltierte Start-/Landebahn. Im Jahr 2015 wurden 1,86 Mio. Passagiere abgefertigt, damit war Surat Thani unter den zehn meistfrequentierten Flughäfen Thailands. Die Passagierzahl hat sich zwischen 2009 und 2015 fast verfünffacht.
Am 11. Dezember 1998 stürzte eine Airbus A310-204 der Thai Airways in eine Gummibaumplantage, als sie bei starkem Regen den dritten Landeanflug versuchte; 101 der 146 Personen an Bord starben.

## Militärische Nutzung
Die Royal Thai Air Force nutzt die gleichen Bahnen als Militärflugplatz RTAFB Surat Thani. Hier ist das 7. Geschwader mit zwei Staffeln stationiert, der 701. und der 702. Staffel.
Das Haupteinsatzmuster war über viele Jahre die Northrop F-5. Im Dezember 2010 übernahm Thailand die ersten beiden Saab 340 aus schwedischer Produktion und zwei Monate später, im Februar 2011, trafen vom gleichen Hersteller die ersten sechs Gripen in Südthailand ein, darunter vier Doppelsitzer.